# 41-й Венецианский кинофестиваль
41-й Венецианский международный кинофестиваль проходил в Венеции, Италия, 1984 года.

## Жюри
- Микеланджело Антониони (председатель жюри, Италия),
- Рафаэль Альберти (Испания),
- Бальтюс (Франция),
- Евгений Евтушенко (СССР),
- Гюнтер Грасс (Западная Германия),
- Йорис Ивенс (Голландия),
- Исаак Башевис-Зингер,
- Эрика Йонг (США),
- Эрланд Юсефсон (Швеция),
- Паоло Тавиани и Витторио Тавиани,
- Гоффредо Петрасси (Италия).

## Фильмы в конкурсе
- Сонатина, режиссёр Мишлин Ланкто
- Тот, кто слишком занят, режиссёр Палле Кьерулф-Шмидт
- Фавориты луны , режиссёр Отар Иосселиани
- Любовь на траве, режиссёр Жак Риветт
- Любовь до смерти, режиссёр Ален Рене
- Дионис, режиссёр Жан Руш
- Ночи полнолуния, режиссёр Эрик Ромер
- Грейстоук: Легенда о Тарзане, повелителе обезьян, режиссёр Хью Хадсон
- Переправа, режиссёр Гаутам Гхош
- Снег в стекло, режиссёр Флорестано Ванчини
- Порядочный скандал, режиссёр Паскуале Феста Кампаниле
- Будущее – это женщина, режиссёр Марко Феррери
- Кларетта, режиссёр Паскуале Скуитьери
- Год спокойного солнца, режиссёр Кшиштоф Занусси
- Зеркало, режиссёр Эрден Кирал
- Ходули, режиссёр Карлос Саура
- Благовещение, режиссёр Андраш Йелеш
- Берег, режиссёр Александр Алов и Владимир Наумов
- Возлюбленные Марии, режиссёр Андрей Кончаловский
- Sangandaan, режиссёр Майк Де Леон
- Angelas Krig, режиссёр Эйя-Элина Бергхолм
- Ybris, режиссёр Гавино Ледда
- Ninguem duas vezes, режиссёр Хорхе Силва Мелу

## Награды
- Золотой лев: Год спокойного солнца, режиссёр Кшиштоф Занусси
- Особый приз жюри: Фавориты луны, режиссёр Отар Иосселиани
- Приз за лучший дебют: Сонатина, режиссёр Мишлен Ланкто
- Кубок Вольпи за лучшую мужскую роль: Насируддин Шах — Переправа
- Кубок Вольпи за лучшую женскую роль: Паскаль Ожье — Ночи полнолуния
- Приз международной ассоциации кинокритиков (ФИПРЕССИ):
  - Родной край: хроники Германии
- Приз недели критиков:
  - За решёткой
- Кубок Пазинетти:
  - Кубок Пазинетти за лучший фильм:
    - Год спокойного солнца

  - Кубок Пазинетти за лучшую мужскую роль
    - Фернандо Фернан Гомес — Ходули

  - Кубок Пазинетти за лучшую женскую роль
    - Клаудия Кардинале — Кларетта
- Специальная премия:
  - Специальный приз за лучшие технические достижения:
    - Трое